# حقيقيات الجفن
حقيقيات الجفن (الاسم العلمي: Eublepharidae)، فصيلة سحالي من رتبة الحرشفيات تتكون من 30 نوعًا موصوفًا في ستة أجناس.توجد في آسيا وإفريقيا وأمريكا الشمالية.